# Caroline Casaretto
Caroline Casaretto (Krefeld, 24 de mayo de 1978) es una exjugadora alemana de hockey sobre césped.

## Trayectoria
Casaretto tuvo su debut olímpico en Sídney 2000. En los Juegos Olímpicos de Atenas 2004 derrotó a Países Bajos en la final y ganó la primera medalla de oro de la selección alemana.